# تری‌فلورومتان‌سولفونیل آزید
تری فلورومتان سولفونیلازید (به انگلیسی: Trifluoromethanesulfonyl azide) یک ترکیب شیمیایی با شناسه پاب‌کم ۱۰۹۸۶۷۸۶ است.